# 木鱼

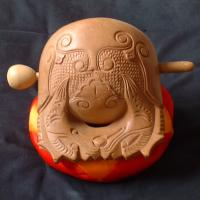
木魚

木魚是一種木製的敲擊樂器，常見的團魚形木魚形狀為類近拳頭狀的圓球體，中間部份為空心，以作為聲音共振和擴音之用。圓球體一邊留有音孔，作用和小提琴的F型孔相同，都是讓經擴音後的聲音可以傳開；另一邊則另加上長而扁的外邊，以方便用手或固定在支撐架上。演奏方法以利用鼓棍或小木鎚，敲打樂器外側的共鳴區以發出聲響。木魚的尺寸可有不同大小，體積越大音高越低。
木鱼起源于佛教的犍槌，犍槌传到中国后与中国鱼文化融合，形成现今所见的木鱼。佛教中“木鱼”一词最早见于唐代和尚王怀海的《禅门规式》当中。另外，学者马承玉曾提出木鱼起源于道教论，但此论漏洞百出，遭到众多学者批评。

## 用途

### 宗教方面

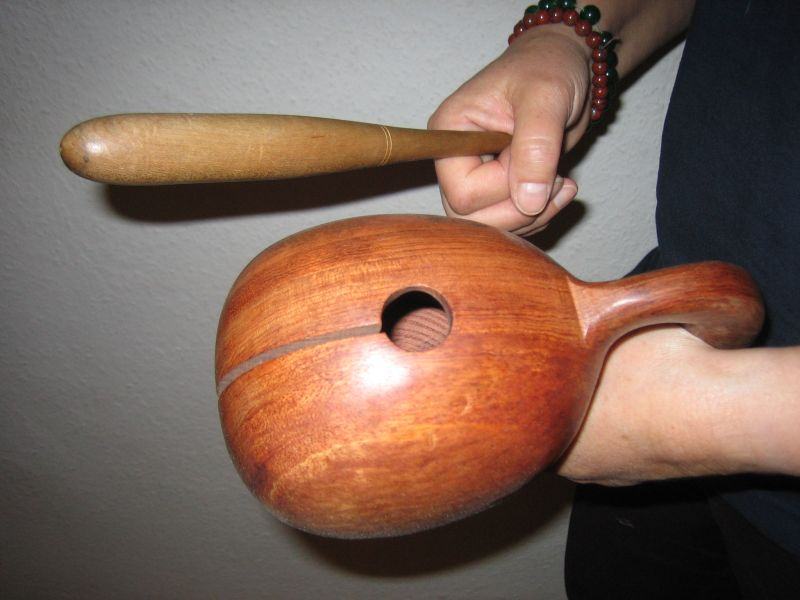
朝鲜式木鱼。

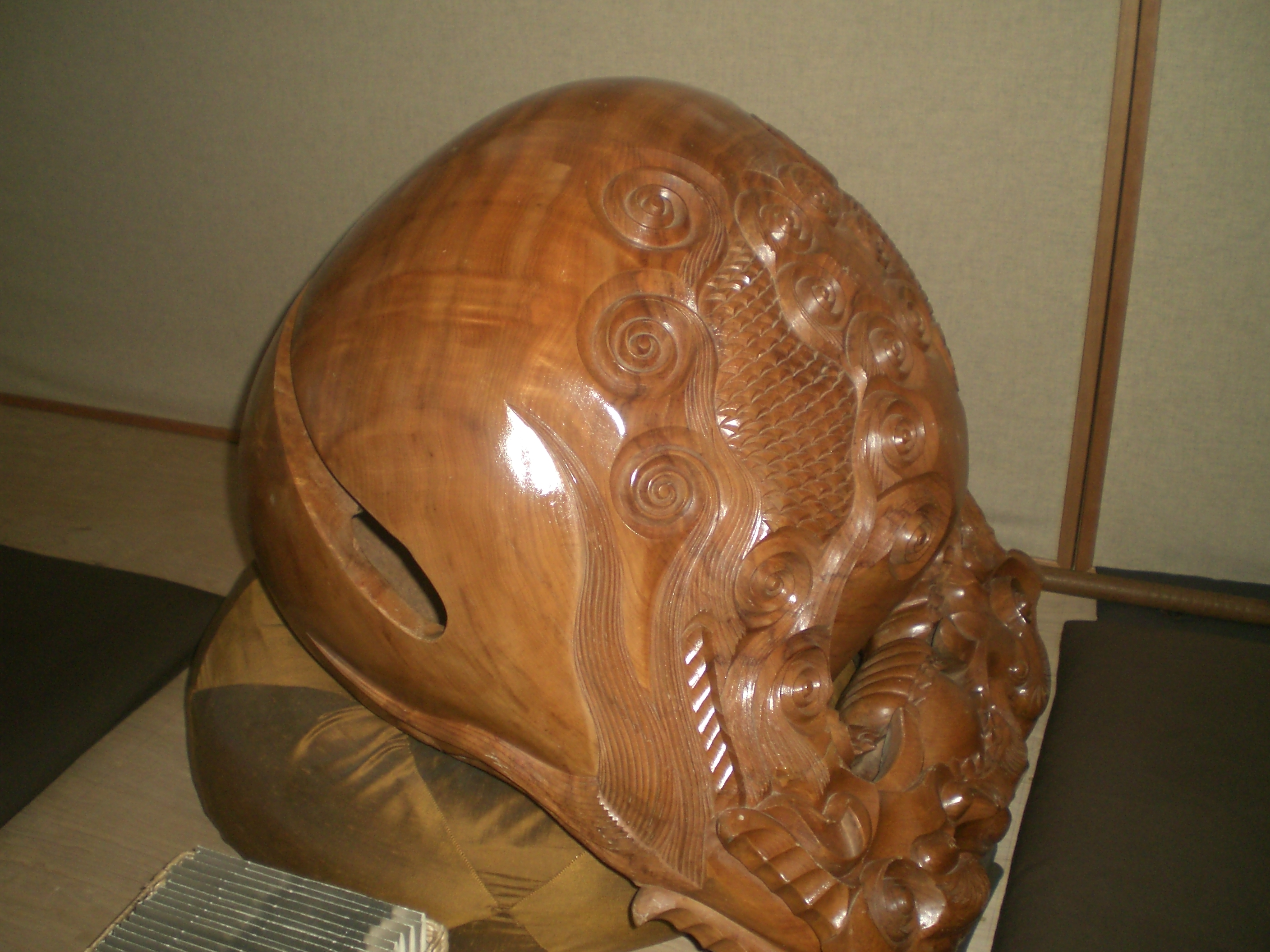
0.91米宽，雕刻有精致花纹的巨型木鱼。

木魚在佛教禮儀中是其中一樣重要的樂器及法器。在亞洲國家的宫观、寺廟中，都很容易找到體積較大的木魚，用於較隆重的儀式唸經等場合，另外較小體積的，則常於一般早晚或晚課時使用。在廟宇中使用的木魚，會以厚軟墊置妥，便能保持木魚的共振。

### 中國或亞洲音樂
木魚在民間音樂與國樂的敲擊樂器中亦都佔有相當重要的位置。國樂現今較常使用的是一套5個不同大小的木魚，以支撐架將木魚固定好，並按木魚的大小和高低音來排列；近代亦有生產商嘗試製造如西樂中的鐃鈸，研製出一套有固定音高的木魚群，但並不流行。

### 西洋音樂

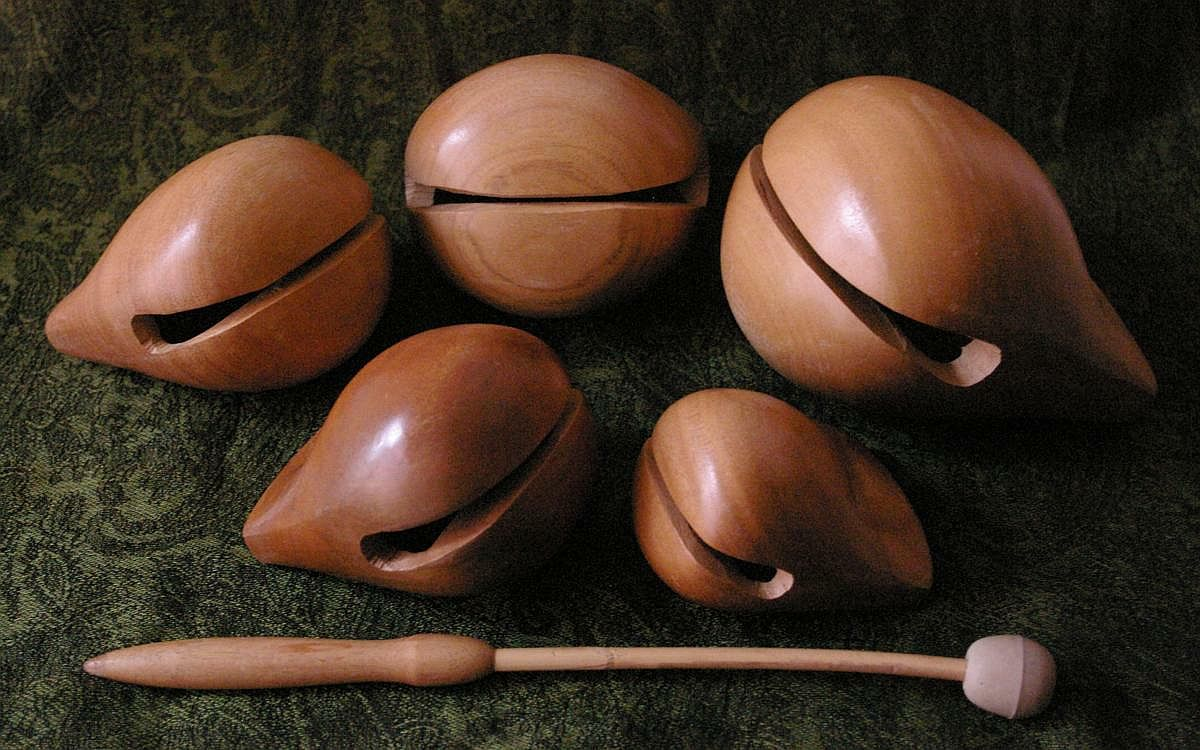
由西方音樂製造商所生產的木魚。

木魚於二十世紀亦引入在西方音樂中，不過它名稱在不同國家上有很大的差異，初期分別有稱為“Wooden Block(s)”、“Temple Block(s)”、“Chinese Wooden Block(s)”等不同的叫法，後來慢慢地形成了共識，“Wooden Block(s)”泛指方型小木箱式設計，而木魚則稱為“Temple Block(s)”、“Chinese Temple Block(s)”或“Chinese Wooden Block(s)”，但後者則除了個別英國作曲家（如布烈頓）外，近代已經甚少再使用這個名字。